# Редовна емисија
Редовна емисија (енгл. Regular Show) америчка је анимирана комедија ситуације коју је створио Џеј-Џи Квинтел за Cartoon Network. Емитована је од  6. септембра 2010. до 16. јануара 2017. и састоји се од осам сезона и 244 епизоде. Серија прати свакодневне животе два 23-годишња пријатеља, Мордекаја (плава шојка) и Ригбија (ракун), који раде у локалном парку као чувари.
Серија је добила позитивне рецензије критичара и остварила успех код свих демографских група, иако је била контроверзна због црног хумора, сексуалних инсинуација, насиља и тема за одрасле. Имала је велику гледаност и била номинована за неколико награда, међу којима седам награда Ени и шест награда Еми за програм у ударном термину. Анимирани филм, Редовна емисија: Филм, приказан је 2015.

## Радња
Серија се врти око свакодневног живота два 23-годишња пријатеља — Мордекаја (глас му позајмљује Џеј-Џи Квинтел) и Ригбија (Вилијам Салијерс) — који раде као чувари парка и проводе дане избегавајући посао да би се на било који начин забавили. Такође приказује њиховог шефа Бенсона (Сем Марин) и колеге Скипса (Марк Хамил) и управника парка Попса (Марин).

## Епизоде
| Сезона | Сезона  | Епизоде | Епизоде | Оригинално емитовање | Оригинално емитовање |
| Сезона | Сезона  | Епизоде | Епизоде | Премијера            | Финале               |
| ------ | ------- | ------- | ------- | -------------------- | -------------------- |
|        | Претече | 2       | 2       | 2005.                | 2006.                |
|        | Пилот   | Пилот   | Пилот   | 14. август 2009.     | 14. август 2009.     |
|        | 1.      | 12      | 12      | 6. септембар 2010.   | 22. новембар 2010.   |
|        | 2.      | 28      | 28      | 29. новембар 2010.   | 1. август 2011.      |
|        | 3.      | 39      | 39      | 19. септембар 2011.  | 3. септембар 2012.   |
|        | 4.      | 37      | 37      | 1. октобар 2012.     | 12. август 2013.     |
|        | 5.      | 37      | 37      | 2. септембар 2013.   | 14. август 2014.     |
|        | 6.      | 28      | 28      | 9. октобар 2014.     | 25. јун 2015.        |
|        | 7.      | 36      | 36      | 26. јун 2015.        | 30. јун 2016.        |
|        | Филм    | Филм    | Филм    | 25. новембар 2015.   | 25. новембар 2015.   |
|        | 8.      | 28      | 28      | 26. септембар 2016.  | 16. јануар 2017.     |